# Лонги, Мартино (старший)
 Мартино Лонги (также Лунги или Лонго) Старший (итал. Martino Longhi il vecchio, 4 апреля 1534, Виджу, Ломбардия — 11 июня 1591, Рим) — итальянский архитектор, родоначальник большой семьи римских архитекторов, отец Онорио Мартино Лонги и дед Мартино Лонги Младшего. Онорио Лонги (1568—1619) также был архитектором, как и внук Лонги, Мартино (младший) (1602—1660).
Родился в маленьком городке на Севере Италии, в провинции Варезе области Ломбардия.
С 1561 года он работал в Хоэнэмсе, в Австрии, для семьи кардинала Марко Ситтико Альтемпс, который был связан с семьёй Борромео. Мартино Лонги строил новый дворец: Палаццо Хоэнемс (1562—1567), «итальянские сады», и восстанавливал старый средневековый замок для Ортензии, сестры Карло Борромео. В Австрии Мартино Лонги усвоил ремесленные традиции местных каменотёсов, скульпторов и строителей, организованных не в старые цехи, а по-новому принципу «семейных предприятий» (imprese familiari), которые действовали в долинах Варезе, Комо («маэстри комаччини»), в Тичино (тессинские мастера) и городках вокруг озера Лугано. В самом Риме находилась «Римская компания мастеров из Виджу» (Compagnia di Roma di Viggiutei), заметным сотрудником которой стал Мартино Лонги Старший.
Вместе с Джорджо Вазари и Джакомо Бароцио да Виньола Лонги с 1568 по 1572 год работал на строительной площадке базилики Санта-Кроче в Боско-Маренго, родном городе папы Пия V.
С 1569 года Лонги жил и работал в Риме на строительстве Палаццо Альтемпс, Палаццо Боргезе (ему принадлежит оформление двора с колоннадой), Палаццо Чези в Борго Веккьо, Палаццо Поли (1573, у фонтана Треви, частично разрушенное, но позднее восстановленное), Палаццо Ченчи (фасад и двор) и Палаццо Мондрагоне во Фраскати.
Лонги Старший проектировал церкви Санта-Мария делла Консолационе (1583), Сан-Джироламо-дельи-Скьявони (1588—1590), использовав первый проект церкви Санта-Мария-ин-Валичелла, Сантиссима Сантиссима-Тринита-дей-Пеллегрини (1587—1597). Лонги создал фасад церкви Сант-Атаназио-дей-Гречи редкого типа с двумя башнями в «стиле иезуитов». В 1578—1582 годах Мартино Лонги перестроил башню Палаццо Сенаторов на Пьяцца-дель-Кампидольо, изменив проект Микеланджело.
По случаю Юбилейного 1575 года католической церкви Папа Григорий XIII распорядился создать первое общественное зернохранилище в Риме, для которого по проекту Мартино Лонги были преобразованы три зала бывших Терм Диоклетиана (после 1566 года там располагается вестибюль базилики Санта-Мария-дельи-Анджели-э-дей-Мартири.
Мартино Лонги считают главным конкурентом Джакомо делла Порта в борьбе за развитие архитектурного наследия Микеланджело, в том числе на работах в Кампидольо, и в этом смысле его можно считать одним из родоначальников римского барокко. Лонги умер в Риме 11 июня 1591 года, оставив своему сыну Онорио возможность завершить начатые им работы.
- Церковь Сант-Атаназио-дей-Гречи в Риме
- Церковь Санта-Мария делла Консолационе. Фасад. 1583
- Палаццо Боргезе в Риме. Фасад
- Двор Палаццо Боргезе. Ксилография 1894 года
- Часовая башня  Палаццо Сенаторов на Пьяцца-дель-Кампидольо. 1578—1582